# Polygala pearcei
Polygala pearcei är en jungfrulinsväxtart som beskrevs av Alfred William Bennett. Polygala pearcei ingår i släktet jungfrulinssläktet, och familjen jungfrulinsväxter. Inga underarter finns listade i Catalogue of Life.